# Chicumtantic
Chicumtantic es una localidad del estado mexicano de Chiapas. Es parte del municipio de Chamula.

## Demografía
| Gráfica de evolución demográfica |
|                                  |

| Censo | Población |
| ----- | --------- |
| 1960  | 243       |
| 1970  | 1 045     |
| 1980  | 1 284     |
| 1990  | 1 084     |
| 2000  | 1 250     |
| 2010  | 1 599     |
| 2020  | 1 959     |